# Maison Laurencin
La maison Laurencin, également appelée le Grand Palais, est un édifice emblématique du Vieux Lyon, situé au 24 rue Saint-Jean. Considérée comme l'une des plus anciennes et des plus remarquables demeures de la Renaissance lyonnaise, elle attire l'attention par son architecture raffinée et par la richesse de son histoire, étroitement liée à de grandes familles lyonnaises et à l'évolution du quartier Saint-Jean.

## Histoire
La maison Laurencin fut construite à la fin du XVe siècle. À l'origine, elle abrita une riche famille de marchands drapiers, témoignant ainsi de la prospérité économique du quartier Saint-Jean à la Renaissance. En 1528, la demeure est achetée par Claude Laurencin, baron de Riverie et seigneur de Taluyers, qui deviendra également trésorier de la reine Anne de Bretagne. Son épouse était dame d'honneur auprès de la reine.
Au fil des siècles, la maison Laurencin a appartenu à différentes familles notables, dont les grands-parents du poète Alphonse de Lamartine.
Aujourd’hui, la maison Laurencin est accessible au public et constitue un témoignage vivant de l’histoire urbaine et architecturale de Lyon. Elle s’inscrit parmi les lieux incontournables du patrimoine du Vieux Lyon, classé au patrimoine mondial de l’UNESCO.

## Description

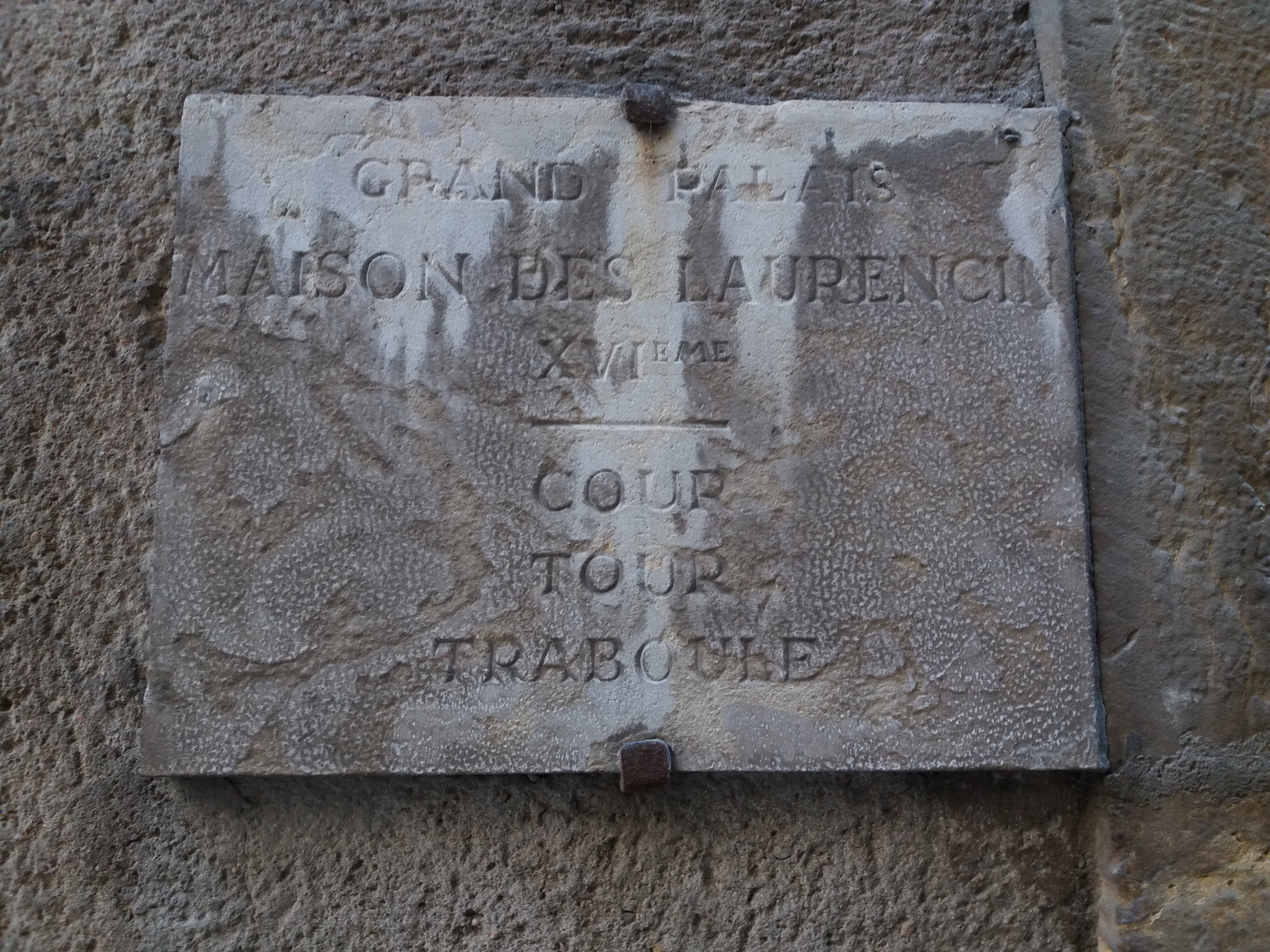
Grand Palais - Maison des Laurencin

L'édifice est remarquable par son organisation architecturale : derrière une façade du XVIIe siècle, on découvre une vaste cour Renaissance autour de laquelle s’articulent deux corps de bâtiment. Ces derniers sont reliés par trois galeries superposées, desservies par un escalier à vis, typique de l’architecture lyonnaise de la période. La maison possède également une des plus belles traboules du Vieux Lyon, permettant de relier la rue Saint-Jean à la rue du Bœuf.